# Костров, Марк Леонидович
Марк Леонидович Костров 12 января 1929, Ленинград — 22 декабря 2012 Великий Новгород) — русский советский писатель, инженер-изобретатель, путешественник. Известен в первую очередь как автор художественных произведений о Новгородских землях, исследованием  истории края, знакомством с коренными жителями
Неоднократно печатался в журнале Новый мир
Печатался в издательствах Современник, Лениздат
В своих книгах «Рдейский край», «За счастьем на озеро Дулово», «Русское озеро» Марк Костров описывает озеро Рдейское и Рдейский Успенский монастырь